# شهرستان کلارک (ایندیانا)
شهرستان کلارک، ایندیانا (به انگلیسی: Clark County, Indiana) شهرستانی در ایالات متحده آمریکا است که در ایندیانا واقع شده‌است.